# Readea membranacea
Readea membranacea är en måreväxtart som beskrevs av John Wynn Gillespie. Readea membranacea ingår i släktet Readea och familjen måreväxter. Inga underarter finns listade i Catalogue of Life.